# سونا سفریان
سونا سارگسی سفریان (ارمنی: Սոնա Սարգսի Սեֆերյան؛ انگلیسی: Sona Seferyan؛ زادهٔ ۳ ژوئیهٔ ۱۹۴۰ - درگذشته ۸ ژوئن ۲۰۱۷) یک زبان‌شناس و مترجم اهل ارمنستان بود.

## زندگی‌نامه
وی در ۳ ژوئیهٔ ۱۹۳۹ در حلب به دنیا آمد و از دانشگاه دولتی ایروان (۱۹۶۰) فارغ‌التحصیل گشت. وی در دانشگاه دولتی ایروان فعالیت می‌کرد. وی همچنین برنده جوایزی همچون آموزگار شایسته جمهوری ارمنستان شد. وی در ۸ ژوئن ۲۰۱۷ در سن ۷۶ سالگی در ایروان درگذشت.

## یادداشت
1. ↑  բանասիրական գիտությունների դոկտոր